# Promoteur (catalyse)
 (janvier 2018).
Si vous disposez d'ouvrages ou d'articles de référence ou si vous connaissez des sites web de qualité traitant du thème abordé ici, merci de compléter l'article en donnant les références utiles à sa vérifiabilité et en les liant à la section « Notes et références ».
Pour les articles homonymes, voir Promoteur.
Le promoteur est une substance qui n'est pas active ou peu active, mais qui peut changer les propriétés d'un catalyseur, telles que la composition chimique, la valence ionique, le pH, la structure de surface, la taille des grains, l'activité catalytique, la sélectivité, l'anti-toxicité ou la stabilité pourraient être améliorées.
Les promoteurs peuvent couvrir la surface pour empêcher la production d'un tapis de coke, ou même éliminer activement ce matériau (par exemple, le rhénium sur du platine en plate-forme). Ils peuvent aider à la dispersion du matériau catalytique ou se lier aux réactifs.
La fonction du catalyseur est souvent divisée en :
- promoteur de type structure, il est utilisé pour améliorer la surface spécifique des composants actifs et améliorer la stabilité des structures actives, telles que l'alumine dans la synthèse de l'ammoniac avec catalyseur fer-oxyde de potassium-alumine ;
- promoteur de type modulé, il peut modifier la nature des composants actifs, modifiant ainsi l'activité (voir catalyse), comme l'oxyde de potassium dans le catalyseur fer-oxyde de potassium-alumine ;
- promoteur de type empoisonnant, il peut empoisonner le centre actif de la réaction secondaire, afin d'améliorer la sélectivité de la réaction, comme dans certains catalyseurs pour la réaction de conversion des hydrocarbures, en ajoutant une petite quantité de substance base pour empoisonner le côté centre de réaction du catalyseur afin d'empêcher le dépôt de carbone du catalyseur.

Les promoteurs couramment utilisés sont des ions métalliques incorporés dans des catalyseurs d'oxydes métalliques, des gaz ou des liquides réducteurs ou oxydants, et des acides ou des bases ajoutés aux catalyseurs dans le procédé de réaction ou avant la réaction[réf. nécessaire].

## Exemple
Dans le catalyseur de fer pour l'ammoniac synthétique, l'addition d'une petite quantité d'oxyde d'aluminium et de potassium peut augmenter l'activité catalytique du fer de 10 fois et prolonger la vie du catalyseur.